# Laemophloeus nigricollis
Laemophloeus nigricollis is een keversoort uit de familie dwergschorskevers (Laemophloeidae). De wetenschappelijke naam van de soort werd in 1849 gepubliceerd door Pierre Hippolyte Lucas.